# Salone Margherita (Napoli)
Il Salone Margherita è un cafè-chantant nel quartiere San Ferdinando in Napoli.
Aperto solo in occasioni particolari, ospita principalmente esibizioni di ballo.

## Storia
Nacque per idea dei fratelli Marino di Napoli sulla scia del successo dei cafè-chantant francesi di Moulin Rouge e Folies Bergère a Parigi. All'uopo, grazie alla mediazione del sindaco Principe di Torella, fu deciso di inserire l'idea nel progetto della nuova Galleria Umberto I.
La vita intellettuale partenopea era in pieno fermento grazie alla frequentazione dei salotti letterari quali quello del principe di Tricase, della Marchesa Sessa, dei Baracco, dei caffè Starace, dei ristoranti Stella d'Italia, Croce di Savoia e Scoglio di Frisio.
Fu inaugurato il 15 novembre 1890 alla presenza della créme cittadina: principesse, contesse, uomini politici e giornalisti come Matilde Serao presenziarono alla prima del nuovo locale che divenne un simbolo della Belle époque italiana. In realtà  vi era stato un precedente al palazzo Berio di Toledo sebbene, a dispetto di questi, il Salone Margherita fu il primo in Italia ad esibire le ballerine del can can.
L'idea fu vincente e ricalcò totalmente il modello francese, persino nella lingua utilizzata: non solo i cartelloni erano scritti in francese, ma anche i contratti degli artisti e il menu. I camerieri in livrea parlavano sempre in francese, così come gli spettatori. Gli artisti, poi, fintamente d'oltralpe, ricalcavano i nomi d'arte in onore ai divi e alle vedettes parigine.
Solitamente gli spettacoli, che avevano inizio alle 21:00, erano presentati in successione, con un intervallo tra primo e secondo tempo del susseguirsi di rappresentazioni. Solo verso la fine del primo tempo qualche personaggio noto appariva in scena, ma il clou era raggiunto al termine, quando lo chansonnier eseguiva il suo numero.
Importanti e famosi artisti che iniziarono la loro carriera proprio nei caffè-concerto furono  Kitty Gordon, Anna Fougez, Lina Cavalieri, Amelia Faraone, Bernardo Cantalamessa, Lydia Johnson, Leopoldo Fregoli, Ettore Petrolini, Raffaele Viviani, che calcarono tutti le assi del Salone Margherita. Tra le star internazionali non mancarono La Bella Otero e Cléo de Mérode.
Nel 1891 il Salone fu rilevato da Giuseppe Marino direttore del Banco di Napoli e da Eduardo Caprioli. Intanto vi furono altri locali che imitarono il Salone quali il “Circo del Varietà” a via Chiatamone e “L'Eldorado” a Santa Lucia che assolveva al medesimo tempo di stabilimento balneare e di caffè chantant. In questo periodo la città pullulava di spettacoli e nel Salone si esibiva Nicola Maldacea noto per aver diffuso il genere della “macchietta” cioè di brevi passi in prosa accompagnati da stacchetti musicali.
Al lever de rideau (sipario) l'applauso era rivolto alla femme fatale o alla soubrette seducente o al tenore di garbo o all'illusionista. A partire dal 1898, infatti, fece l'ingresso negli spettacoli la tecnica come fece Tom Aldow che utilizzava delle lampadine elettriche intermittenti.
Il 1898 fu l'anno del cinematografo che fu installato prima in una sala apposita, la “Sala Recanati”, in Galleria e poi successivamente fu possibile ammirarlo anche nel Salone. Nello stesso anno un fatto di cronaca sconvolse il locale. Lucy Nanon, chanteuse francese, durante un'esibizione subì un attentato a mano armata che fu possibile sventare in extremis da uno spettatore. Si scoprì in seguito che l'attentato era stato ordito dal camorrista Raffaele Di Pasquale, detto “o'buttigliere”, al quale Lucy si era rifiutata di concedersi. L'evento ebbe tanta eco che la “sciantosa napoletana” divenne uno stereotipo, intesa come artista affascinante ma dal destino funesto, di origini umili ma dal talento innato.
Ciò, tuttavia, non compromise la vita del locale che durò fino al 1912 quando l'inizio della sceneggiata e la fine della Belle Époque determinarono un periodo di crisi fino alla chiusura nel 1982. Dopo l'acquisto della struttura da parte di privati, il Salone Margherita ha riaperto i battenti e, in attesa di restauro, ospita spettacoli di teatro e di varietà, mostre e serate di tango.

## Descrizione
I due palchi ed il palco mobile sono accessibili da due corridoi affrescati in stile pompeiano. Il salone principale è circondato da nicchie e soppalchi arricchiti con stucchi e marmi policromi dai quali è possibile assistere allo spettacolo che si svolgeva sul palco. Successivamente fu adibito a teatro.
Gli spettatori potevano partecipare per due lire dalla platea o dai tripodi posizionati in maniera più arretrata, usufruendo di un'ampia scelta di alcolici